# Смирновы
Смирновы — дворянские роды.
В Гербовник внесены шесть фамилий Смирновых:
1. Потомство Романа Титовича Смирнова, верстанного поместным окладом в 1673г. (Герб. Часть VIII. № 107).
2. Потомки Дорофея Афанасьевича Смирнова, владевшего поместьями в 1683г. (Герб. Часть VII. № 141).
3. Яков и Иван Смирновы, из которых Яков пожалован орденом в 1797г. (Герб. Часть VIII. № 155).
4. Николай Иванович Смирнов, произведенный надворным советником в 1798г. (Герб. Часть V. № 148).
5. Дворянской фамилии Смирновых, потомки, Осип Васильевич и его братья, служившие дворянские службы, герб которых в 1810 году внесен в первое отделение Гербовника (Герб.. Часть IX. № 138).
6. Капитон Иванович Смирнов, внесен в 3-ю часть дворянской родословной книги в 1881г. (Герб. Часть XIV. № 101)[1].

Определением Пензенского Дворянского Собрания один из семи пензенских родов Смирновых был внесён в дворянскую родословную книгу, в 6-ю часть, в число древнего дворянства.

## Описание герба

#### Герб. Часть VIII. № 107.
Герб потомства Романа Петровича Смирнова: в щите, имеющем голубое поле, в верхней половине видна рука с саблей, выходящая из облака, с правой стороны означенных, а на левой стороне изображены золотой крест и над ним луна рогами вниз. В нижней половине на золотой пирамиде находится пальмовое дерево и стрела, летящая сквозь него направо. Щит увенчан дворянским шлемом и короной с тремя страусовыми перьями. Намёт на щите голубой, подложенный золотом.

#### Герб. Часть VII. № 141.
Герб потомства Дорофея Афанасьевича Смирнова: щит разделён на четыре части, из коих в первом в красном поле изображены золотой крест и серебряная луна. Во второй в голубом поле серебряный лук со стрелой, летящей из облака. В третьей в золотом поле находится крепость красного цвета. В четвёртой части в зелёном поле пушка на золотом лафете.
Щит увенчан дворянским шлемом и короной со страусиными перьями. Намёт на щите красный, подложенный серебром. Щит держат два льва.

#### Герб. Часть VIII. № 155.
В щите, имеющем красное поле, на серебряной полосе означены три пчелы, летящие в правую сторону. Над полосою видны две выходящие орлиные головы, а внизу её от нижних углов к середине щита выходят два золотых  пламенных луча. К этому щиту прибавлена вершина голубого цвета с изображением золотого креста. Щит увенчан дворянским шлемом и короною со страусовыми перьями и золотой на них шестиугольной звездой. Намёт на щите голубой и красный, подложенный золотом.
Находящиеся при посольстве в Лондоне священник и кавалер Яков и брат его родной надворный советник Иван прежде именовались по роду своему Линицкими, а при определении на службу названы Смирновыми.

#### Герб. Часть V. № 148.
Щит разделён диагонально к левому верхнему углу на два поля: голубое и золотое, из которых в первом изображена серебряная звезда, а на середине щита положен диагонально же меркуриев жезл переменных с полями цветов. Щит увенчан обыкновенным дворянским шлемом с дворянскою на нём короной и тремя страусовыми перьями. Намёт на щите голубой, подложенный золотом.

#### Герб. Часть IX. № 138.
Герб потомства Дмитрия Смирнова: щит разделен горизонтально на две части, а нижняя часть разделена вертикально на две части. В верхней, золотой половине щита, крестообразно означены копье и лавровая ветвь. В нижней половине в правом, красном поле, находится  серебряная крепость, а в левом, голубом поле - журавль, стоящий одной лапой на земле, а в другой держащий камень. Щит увенчан дворянским шлемом и короной, на поверхности которой означена согнутая в латах рука с мечом. Намет на щите золотой, подложенный голубым и красным. Щит держат два льва.

#### Герб. Часть XIV. № 101.
Герб действительного статского советника Капитона Смирнова: в золотом щите вертикально три черные пчелы (две вверху, одна внизу). В голубой главе щита две правые руки выходят из серебряных облаков с разных сторон и держат серебряный лавровый венок, перевязанный красной лентой. Над щитом дворянский коронованный шлем. Нашлемник - золотая сова  с красными глазами и чёрным клювом. Намет: справа - чёрный с золотом, слева - голубой с серебром.

#### Герб. Часть XIX. № 48.
Герб потомства майора Василия Ивановича Смирнова: щит поделён на четыре части. В первой и четвёртой золотых частях, три голубых столба. Во второй и третьей чёрных частях по золотому льву, обращённому вправо, с красными глазами и языком. Над щитом дворянский коронованный шлем. Нашлемник - пять страусовых перьев: среднее - голубое, второе и третье - золотое, четвёртое - голубое, пятое - чёрное. На среднем пере серебряный с золотой рукоятью меч, остриём вниз. Намёт справа голубой с золотом, слева чёрный с золотом. Девиз: "ПРЯМОТА И РЕШИМОСТЬ" золотыми буквами на голубой ленте.